# Fuhrmannodesmus simillimus
Fuhrmannodesmus simillimus är en mångfotingart som beskrevs av Carl 1914. Fuhrmannodesmus simillimus ingår i släktet Fuhrmannodesmus och familjen Fuhrmannodesmidae. Inga underarter finns listade i Catalogue of Life.